# Aguaytiella maculata
Aguaytiella maculata is een hooiwagen uit de familie Cranaidae. De wetenschappelijke naam van Aguaytiella maculata gaat terug op C.J.Goodnight & M.L.Goodnight.